# مدرسه و کالج بین‌المللی سفارت پاکستان در تهران
مدرسه و کالج بین‌المللی سفارت پاکستان تهران (PEISCT ; اردو: پاکستان بین الاقوامی اسکول اور کالج تهران) یک مدرسه بین‌المللی پاکستان واقع در خیابان وحید دستگردی (ظفر) در منطقه ۳ تهران، ایران است. PEISCT تنها مؤسسه آموزشی در ایران وابسته به CAIE است.

## تاریخ
این مدرسه که در ابتدا مدرسه پاکستان نام داشت، توسط وزیر امور خارجه وقت ذوالفقار علی بوتو در ۱۷ اکتبر ۱۹۶۴ افتتاح شد. این سازمان در ابتدا برای تأمین نیازهای آموزشی کارکنان خارج از کشور پاکستان و سفارت ایجاد شد تا فرزندان آنها بتوانند استانداردهای لازم برای پذیرش در مدارس پاکستان را پس از بازگشت به خانه به دست آورند. PEISCT یک مؤسسه منحصر به فرد در تهران است که برنامه‌های درسی را از پیش مهد کودک/مهدکودک تا کلاس دوازدهم (FBISE اسلام‌آباد) یا سطح A (CAIE) ارائه می‌دهد.